# Вивиан, Джордж
Джордж Лейн Вивиан (англ. George Lane Vivian; 4 октября 1872, Су-Сент-Мари, Канада — 6 октября 1936) — канадский стрелок, призёр летних Олимпийских игр.
Вивиан принял участие в летних Олимпийских играх в Лондоне в двух дисциплинах стендовый стрельбы. В трапе он стал 20-м среди отдельных спортсменов и занял второе место среди команд.